# Isla Bella
Isla Bella — перший у світі контейнеровоз з енергетичною установкою, яка використовує як паливо зріджений природний газ (ЗПГ).
Споруджений у 2015 році для компанії Totem Ocean Trailer Express (TOTE) на верфі General Dynamics NASSCO в Сан-Дієго (Каліфорнія). Є першим із двох замовлених суден класу Марлін (друге — Perla del Caribe), спроектованих південнокорейською Daewoo Shipbuilding and Marine Engineering (DSME). Ці контейнеровози можуть перевозити еквівалент 3100 TEU та належать до класу Panamax.
Головною особливістю судна є його енергетична установка з двопаливним двигуном 8L70ME-C8.2-GI, виготовленим Doosan Engine за ліцензією компанії MAN. Вона дозволяє досягти істотного зменшення викидів шкідливих речовин — сполук сірки на 98 %, оксидів азоту на 91 % та діоксиду вуглецю на 71 %.
Після спорудження судно стало до роботи на лінії між Джексонвіллем (штат Флорида) та Сан-Хуан (Пуерто-Рико).
Можливо відзначити, що для цієї ж лінії іншою компанією призначене судно El Coquí, що має стати першим в світі типу ConRo із двигуном на зрідженому природному газі.